# Josef Krawina
Josef Krawina (* 20. Oktober 1928 in Radstadt; † 2. Dezember 2018 in Bodensdorf) war ein österreichischer Architekt.
Nach dem Besuch der HTL Salzburg entschloss Josef Krawina sich für ein Architekturstudium an der Technischen Universität Wien. 1959 erfolgte die Gründung seines eigenen Architekturbüros in Wien. Die Zeit von 1983 bis 1996 verbrachte Krawina in Berlin, wo er an der Architekturfakultät der Technischen Universität unterrichtete. Ende der 1970er Jahre wurde er von der Stadt Wien beauftragt, die Planung einer Wohnanlage für die Stadt Wien nach dem Konzept und den Ideen von Friedensreich Hundertwasser durchzuführen. (Siehe auch Hundertwasserhaus)
Josef Krawina lebte mit seiner Frau Elisabeth in Kärnten.

## Werke

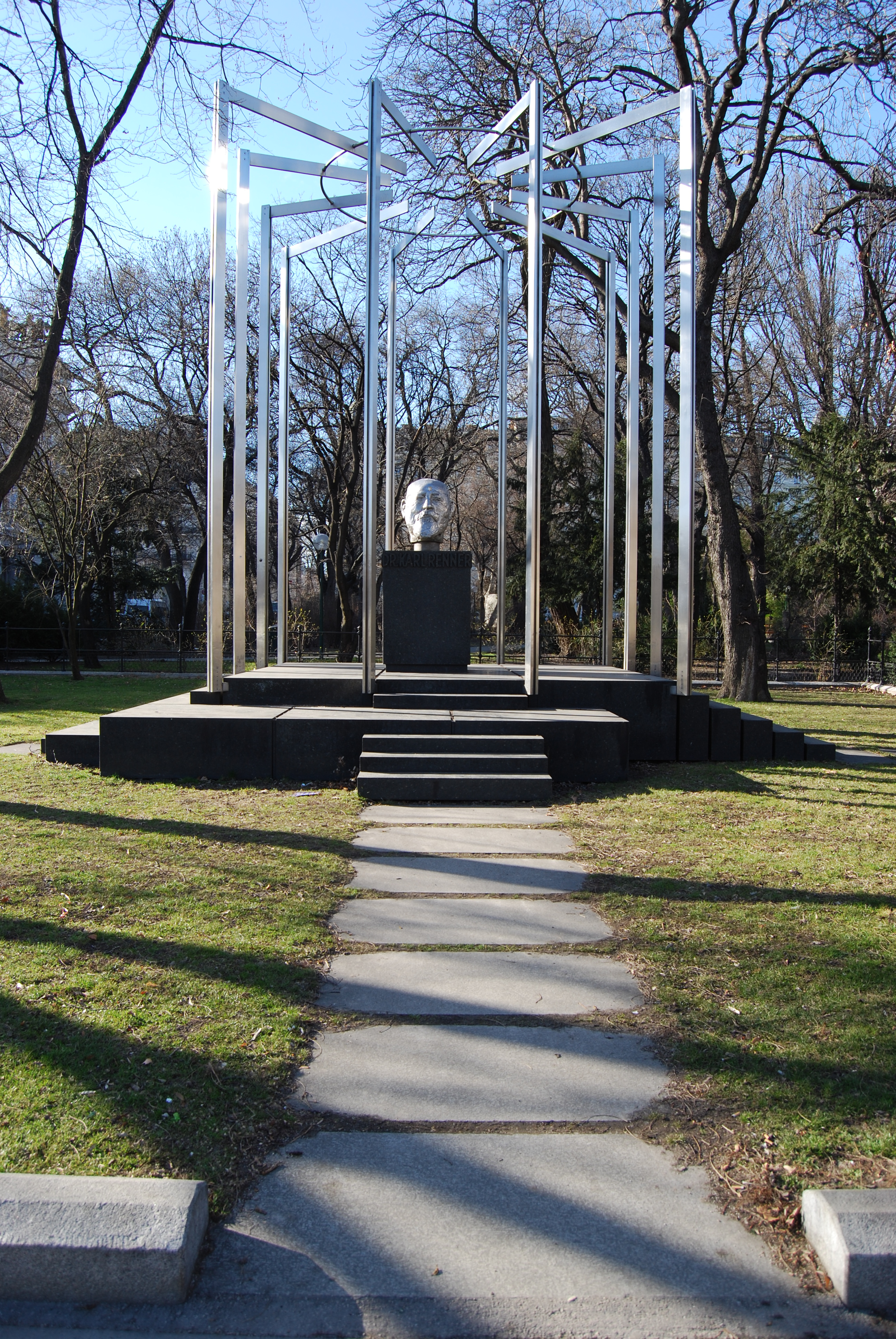
Dr.-Karl-Renner-Denkmal an der Wiener Ringstraße

- 1967: Architektonische Gestaltung des Denkmals für Bundespräsident Karl Renner mit der Porträtbüste von Alfred Hrdlicka an der Wiener Ringstraße.